# Bahnpostamt Halle (Saale)

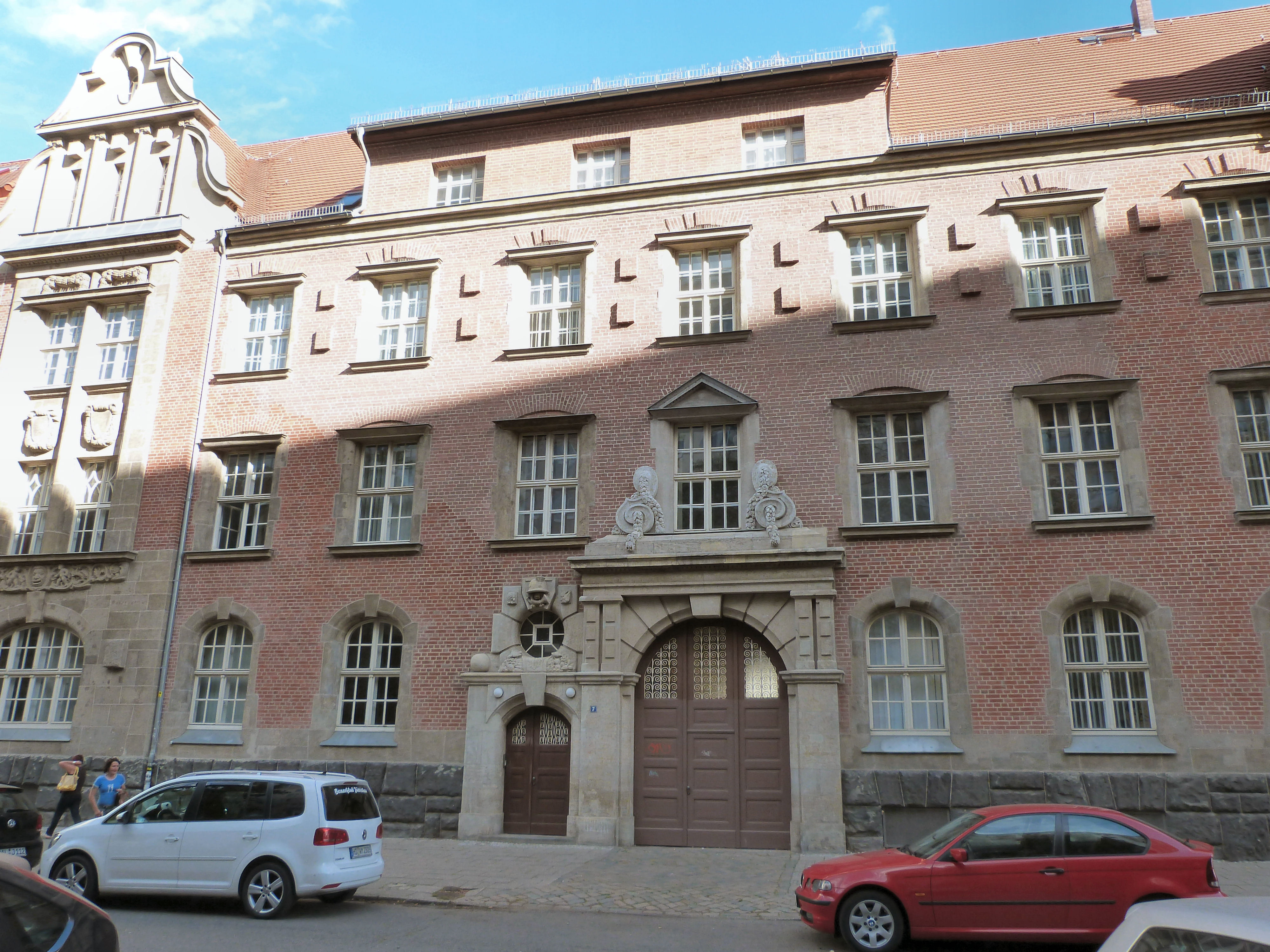
Bahnpostamt Halle (2016)

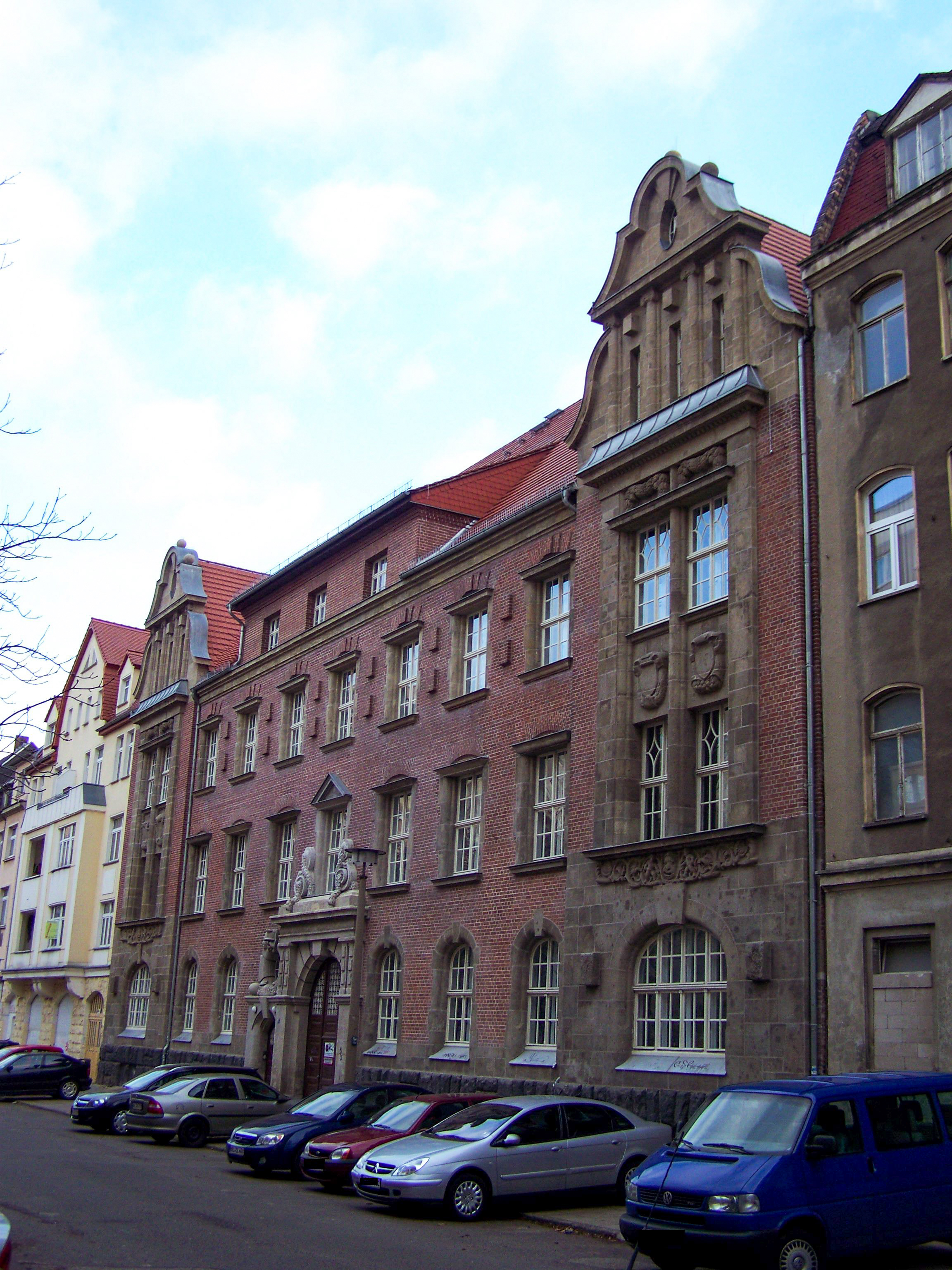
Bahnpostamt Halle (2008)

Das Bahnpostamt Halle (Saale) war eine Einrichtung der Bahnpost innerhalb der Reichspost in Halle (Saale) in Sachsen-Anhalt.

## Geschichte

### Vorgeschichte
Im Jahr 1849 wurden in Preußen acht Post-Speditions-Ämter gegründet, die den Postverkehr auf den Bahnlinien übernehmen sollten. Das Königliche Post-Speditions-Amt Nr. 6 entstand in Halle und war zunächst nur für die 1847 eröffnete Thüringer Bahn nach Eisenach zuständig, obwohl auch die älteste preußische Fernbahn (Magdeburg–Leipzig, erbaut von 1838 bis 1840) durch Halle führte. Das Post-Speditions-Amt befand sich in der Leipziger Straße und es besaß eine Bahnhofs-Abfertigungs-Expedition am Bahnhof der Thüringischen Eisenbahn-Gesellschaft. Es war der Oberpostdirektion Halle (Saale) unterstellt. Mit der Ausweitung des Bahnpostverkehrs erhielt die – mittlerweile in Königliches Eisenbahn-Post-Amt Nr. 6 umbenannte – Einrichtung bald eine weitere Bahnlinie (Leipzig–Weißenfels–Gera) zugewiesen. Dadurch kam es zu ersten Platzproblemen und das Postamt, das kurzzeitig unter der Adresse Magdeburger Chaussee 2 (am heutigen Riebeckplatz) zu finden war, zog zum Königsplatz (heute Georg-Schumann-Platz) um.

### Deutsches Reich
Am Königsplatz war unter der Adresse Königsstraße 36 (heute Rudolf-Breitscheid-Straße Ecke Franckestraße) im Jahr 1865 ein Telegrafenamt errichtet worden. Das Eisenbahn-Post-Amt zog mit der Fertigstellung in dessen Obergeschoss um. In den späten 1860er Jahren erfolgte zudem die Umbenennung der bereits zuvor bestehenden Bahnhofs-Abfertigungs-Expedition am Thüringer Bahnhof in Königliche Post-Expedition. Diese – mit der Entstehung des Deutschen Reiches Kaiserliche Bahnhofs-Post-Expedition genannte – Einrichtung war auch Teil des nun geschaffenen Kaiserlichen Eisenbahn-Post-Amtes Nr. 29 und unterstand weiterhin direkt der Oberpostdirektion Halle.
Da Halle sich mit der Einrichtung weiterer Bahnlinien (Halle–Kassel 1863–1872, Halle-Vienenburg 1867–1872, Halle-Guben 1871–1872) zum Verkehrsknotenpunkt entwickelt hatte, wurden die Räumlichkeiten erneut ein Problem. Das Eisenbahn-Postamt erhielt daher ein weiteres Büro in der Königstraße. Weitere Bahnlinien folgten, aber durch den Auszug von Teilen des Telegrafenamtes in den Neubau der Oberpostdirektion war ausreichend Platz in dem Gebäude, das nun unter der Adresse Königstraße 88 zu finden war.
Im Jahr 1911 wurde der Bau des neuen Bahnpostamtes in der Kirchnerstraße fertiggestellt und so konnte es in eigene Räumlichkeiten ziehen. Um das Jahr 1923 entstand zudem ein Postamt Nr. 8 in Halle, das als Zweigpostamt des Bahnpostamtes Nr. 29 in dem Gebäude des Postamtes Nr. 2 in der Ernst-Kamieth-Straße untergebracht war, mit dem es über Flügelbauten verbunden war.

### Seit 1945
Nach dem Zweiten Weltkrieg blieb das Bahnpostamt 29 als Sonderamt auch nach der Restrukturierung der Deutschen Post in der DDR zum 1. Januar 1953 innerhalb der Postbezirksdirektion Halle weiter bestehen.

## Baubeschreibung
Mit dem Bau des Kaiserlichen Postamtes II in der Ernst-Kamieth-Straße entstand das Bahnpostamt als über den Innenhof verbundener aber eigenständiger Bau in der Kirchnerstraße. Es wurde daher ebenfalls von den Architekten Reinhold Knoch und Friedrich Kallmeyer entworfen und in den Jahren von 1908 bis 1911 errichtet. Es entstand ein straßenbildbeherrschendes Gebäude mit zwei Seitenrisaliten und einer unvollendeten Symmetrie, die gerade im Zentrum der Straßenfassade die Symmetrie aufgibt, indem nur links der Hofeinfahrt ein Eingang mit Werkstein ergänzt wurde und die Dachgaube nicht über die mittleren drei Achsen gesetzt wurde, sondern nach links verschoben wurde. Ebenfalls analog zum Kaiserlichen Postamt II ist die Formsprache des Eklektizismus, bei der auch hier Jugendstil, Neorenaissance und Neobarock miteinander verbunden wurden. Eine Reihe von Reliefs, darunter ein Posthorn, wurden über die Fassade verteilt. Daneben fand Werkstein nur bei den Risaliten Anwendung.
Das Gebäude in der Kirchnerstraße 6 und 7 steht als Baudenkmal unter Denkmalschutz und ist im Denkmalverzeichnis mit der Nummer 094 12732 erfasst.